# Volta NXT Classic
La Volta NXT Classic (hasta 2012 llamada Hel van het Mergelland y entre 2013 y 2023 Volta Limburg Classic) es una carrera ciclista disputada en la región de Mergelland, al sur de la provincia de Limburgo, en Países Bajos.
La carrera fue creada en 1973, inicialmente como prueba amateur hasta el año 1992. Por ello, hasta 1992 casi todos los corredores eran hollandeses (El pódium de todos esos años fue copado por holandesess). Luego en 1993 se convirtió en una carrera del calendario UCI, en la categoría 1.5 y corredores de otros países se disputaron la carrera. Países, tales como, Bélgica, Alemania, Italia, Suiza y otros. Aun así, ningún corredor peninsular ha conseguido hacer podio. En 1998, el bilbaíno Iñaki Barrenetxea disputó la carrera y a pesar de trabajar para su líder que terminó tercero, acabó en una posición meritoria (13.ª). Desde 2005 forma parte del UCI Europe Tour, dentro de la categoría 1.1.
La salida y la llegada de la carrera está situada en la ciudad de Eijsden.

## Palmarés
| Año                                      | Ganador                 | Segundo              | Tercero              |           |
| ---------------------------------------- | ----------------------- | -------------------- | -------------------- | --------- |
| Hel van het Mergelland ediciones amateur |                         |                      |                      |           |
| 1973                                     | Jan Spijker             | Johan van der Meer   | Frits Pirard         |           |
| 1974                                     | Toine van den Bunder    | Bert Pronk           | Mathieu Dohmen       |           |
| 1975                                     | Mathieu Dohmen          | Ad Tak               | Frits Pirard         |           |
| 1976                                     | Wil Van Helvoirt        | Léo van Vliet        | Toine van den Bunder |           |
| 1977                                     | Toine van den Bunder    | Gérard Mak           | Piet Van Der Kruys   |           |
| 1978                                     | Toine van den Bunder    | Bert Oosterbosch     | Herman Snoeijink     |           |
| 1979                                     | Herman Snoeijink        | Dries Klein          | Wies van Dongen      |           |
| 1980                                     | Pim Bosch               | Frank Moons          | Adrie van der Poel   |           |
| 1981                                     | René Koppert            | Ron Snijders         | Jan de Nijs          |           |
| 1982                                     | Peter Hofland           | Leon Nevels          | Engelbert Van Horik  |           |
| 1983                                     | Jan Peels               | Bert Wekema          | Peter Damen          |           |
| 1984                                     | Chris Koppert           | Jean Paul van Poppel | Nico Verhoeven       |           |
| 1985                                     | Stephan Räkers          | Anjo Van Loon        | Erik Breukink        |           |
| 1986                                     | Marc van Orsouw         | Eddy Schurer         | Rob Harmeling        |           |
| 1987                                     | Tom Cordes              | Johannes Draaijer    | Johnny Broers        |           |
| 1988                                     | Gerrit Möhlmann         | Theo Akkermans       | Stephan Räkers       |           |
| 1989                                     | Willem-Jan van Loenhout | Joost Van Adrichem   | Maarten den Bakker   |           |
| 1990                                     | Raymond Meijs           | Raymond Meijs        | Rob Mulders          |           |
| 1991                                     | Rob Compas              | Rob Mulders          | Tristan Hoffman      |           |
| 1992                                     | Martin van Steen        | Antoine Bok          | Bart Voskamp         |           |
| ediciones profesionales                  |                         |                      |                      |           |
| 1993                                     | Erwin Thijs             | Wim van de Meulenhof | Bennie Gosink        |           |
| 1994                                     | John van den Akker      | Rob Compas           | Paul Konongs         |           |
| 1995                                     | Max van Heeswijk        | John van den Akker   | Harm Jansen          |           |
| 1996                                     | Lucien de Louw          | Jan Boven            | Raymond Meijs        |           |
| 1997                                     | Raymond Meijs           | John Talen           | John van den Akker   |           |
| 1998                                     | Raymond Meijs           | Ralf Grabsch         | Hans De Meester      |           |
| 1999                                     | Raymond Meijs           | Michel Vanhaecke     | Ralf Grabsch         |           |
| 2000                                     | Bert Grabsch            | Dirk Müller          | David Moncoutié      |           |
| 2001 edición no realizada                |                         |                      |                      |           |
| 2002                                     | Corey Sweet             | Thierry De Groote    | Germ van der Burg    |           |
| 2003                                     | Wim Van Huffel          | Nico Sijmens         | Jens Heppner         |           |
| 2004                                     | Allan Johansen          | David Kopp           | Jens Heppner         |           |
| 2005                                     | Nico Sijmens            | Stefan Schumacher    | Maarten Wynants      |           |
| 2006                                     | Mijailo Jalilov         | Martijn Maaskant     | Bert Scheirlinckx    |           |
| 2007                                     | Nico Sijmens            | Serguéi Lagutín      | Niki Terpstra        |           |
| 2008                                     | Tony Martin             | Adam Hansen          | Pieter Jacobs        |           |
| 2009                                     | Mauro Finetto           | Federico Canuti      | Wouter Mol           |           |
| 2010                                     | Yann Huguet             | Jos van Emden        | Domenik Klemme       |           |
| 2011                                     | Pim Ligthart            | Federico Canuti      | Samuel Dumoulin      |           |
| Volta Limburg Classic                    |                         |                      |                      |           |
| 2012                                     | Pável Brutt             | Simon Geschke        | Daniel Schorn        |           |
| 2013                                     | Rüdiger Selig           | Sonny Colbrelli      | Paul Martens         |           |
| 2014                                     | Moreno Hofland          | Sonny Colbrelli      | Mauro Finetto        |           |
| 2015                                     | Stefan Küng             | Maciej Paterski      | Dylan Teuns          |           |
| 2016                                     | Floris Gerts            | Sonny Colbrelli      | Philippe Gilbert     |           |
| 2017                                     | Marco Canola            | Xandro Meurisse      | Nick van der Lijke   |           |
| 2018                                     | Jan Tratnik             | Marco Tizza          | Jimmy Janssens       |           |
| 2019                                     | Patrick Müller          | Justin Jules         | Ben Hermans          |           |
| 2020                                     | cancelada               | cancelada            | cancelada            | cancelada |
| 2021                                     | cancelada               | cancelada            | cancelada            | cancelada |
| 2022                                     | Arnaud De Lie           | Stefano Oldani       | Loïc Vliegen         |           |
| 2023                                     | Kaden Groves            | Maxim Van Gils       | Pascal Eenkhoorn     |           |
| Volta NXT Classic                        |                         |                      |                      |           |
| 2024                                     | Timo Kielich            | Pascal Eenkhoorn     | Henri Uhlig          |           |
| 2025                                     |                         |                      |                      |           |

## Palmarés por países
| País          | Victorias |
| ------------- | --------- |
| Países Bajos  | 29        |
| Bélgica       | 6         |
| Alemania      | 3         |
| Italia        | 2         |
| Suiza         | 2         |
| Australia     | 2         |
| Dinamarca     | 1         |
| Ucrania       | 1         |
| Francia       | 1         |
| Rusia         | 1         |
| Eslovenia     | 1         |
| Nueva Zelanda | 1         |